# Annick Massis
Annick Massis (ur. 31 stycznia 1958 w Paryżu) – francuska sopranistka.

## Życiorys
Zanim rozpoczęła studia w Konserwatorium F. Poulenc' w Paryżu pracowała jako szkolna nauczycielka. Jej kariera estradowa rozpoczęła się we wczesnych latach 90 w Tuluzie we Francji, gdzie wystąpiła w operach Mozarta oraz wykonując rolę Leili w Poławiaczach Pereł Georges'a Bizeta.
W 1999 roku otrzymała główną rolę w Łucji z Lammermooru Gaetano Donizettiego w Tuluzie. Rok później występowała w tej samej roli w Barcelonie. Wykonywała również wiele ról w stylu bel canto. W 2004 roku wykonywała rolę Violetty w La Traviata Giuseppe Verdiego. W 2021 odznaczona Krzyżem Oficerskim Orderu Sztuki i Literatury.

## Dyskografia

### CD
1. Bizet - Poławiacze pereł - Orchestra del Teatro La Fenice, Marcello Viotti, Dynamic
2. Boïeldieu - La dame blanche - Ensemble Orchestral de Paris, Marc Minkowski, EMI
3. Donizetti - Elvida - London Philharmonic Orchestra, Antonello Allemandi, Opera Rara
4. Donizetti - Elvida - London Philharmonic Orchestra, Antonello Allemandi, Opera Rara
5. Ibert - Persée et Andromède - Orchestre Philharmonique de Strasbourg, Jan Latham-Koenig, Avie
6. Meyerbeer - Margherita d'Anjou - London Philharmonic Orchestra, Antonello Allemandi, Opera Rara
7. Mozart - Lucio Silla - Orchestra del Teatro La Fenice, Tomas Netopil, Dynamic
8. Pacini - Paventa Insano - London Philharmonic Orchestra, dir. David Parry, Opera Rara
9. Rameau - Anacréon - Les Musiciens du Louvre, Marc Minkowski, Archiv
10. Rossini - Matilde di Shabran - Orquesta Sinfonica de Galicia, Riccardo Frizza, Decca
11. Rossini - L'inganno felice - Le Concert des Tuileries, Marc Minkowski, Erato
12. Thomas - Mignon - Ensemble Orchestral Harmonia Nova, Stéphane Denève, Accord

### DVD
1. Mozart - Lucio Silla - Orchestra del Teatro La Fenice, Tomas Netopil, Dynamic
2. Bizet - Les pêcheurs de perles - Orchestra del Teatro La Fenice, Marcello Viotti, Dynamic
3. Rossini - Le comte Ory - London Philharmonic Orchestra, Andrew Davis, NVC Arts